# Александров, Александр Васильевич
Алекса́ндр Васи́льевич Алекса́ндров (настоящая фамилия — Копте́лов или Коптелев; 1 [13] апреля 1883, Плахино, Рязанская губерния — 8 июля 1946[…], Берлин, Советская зона оккупации Германии) — русский и советский композитор, хоровой дирижёр, хормейстер, педагог; народный артист СССР (1937), лауреат двух Сталинских премий первой степени (1942, 1946). Доктор искусствоведения (1940). Генерал-майор (1943).
Автор музыки Гимна СССР и положенного на ту же мелодию Гимна Российской Федерации.

## Биография
Родился 1 (13) апреля 1883 года в селе Плахино Михайловского уезда Рязанской губернии (ныне в Захаровском районе Рязанской области) в крестьянской семье. В 1890—1892 годах учился в земской школе, пел в школьном хоре.
В 1891 году переехал в Санкт-Петербург; пел в хоре Казанского собора. В 1898 году окончил курс пения Казанской певческой церковно-приходской школы Санкт-Петербурга.
С 1897 года — ученик регентских (дирижёрских) классов Придворной певческой капеллы (ныне Хоровое училище имени М. И. Глинки), по окончании которых в 1900 году получил звание регента. Через некоторое время поступил в Санкт-Петербургскую консерваторию (класс композиции А. К. Глазунова и А. К. Лядова), однако в 1902 году, вследствие болезни и тяжёлого материального положения был вынужден прервать учёбу и уехать в Бологое, где работал регентом соборного хора, а также педагогом по хоровому искусству в железнодорожном техническом училище.
С 1906 года — в Твери, работал регентом архиерейского хора Спасо-Преображенского собора, вёл хоры в ряде учебных заведений, в частности — в Тверской духовной семинарии, ректором которой в то время был архимандрит Вениамин Федченков. Написал в это время симфонию и симфоническую поэму «Смерть и жизнь».
В 1909 году продолжил учёбу в Московской консерватории, которую окончил в 1913 году с большой серебряной медалью по классу композиции у С. Н. Василенко, а в 1916 году — по классу пения у У. Мазетти.
С 1913 года — снова в Твери, где с оркестром, солистами и хором осуществил постановку оперы «Пиковая дама» (1913), исполнил фрагменты из опер «Евгений Онегин» (1914) (обе П. И. Чайковского), «Фауст» Ш. Ф. Гуно, «Жизнь за царя» М. И. Глинки и «Русалка» А. С. Даргомыжского. В этих постановках был и режиссёром, и дирижёром, и хормейстером, а иногда и певцом. В одном из домашних музыкальных спектаклей спел партию Ленского («Евгений Онегин»), в «Пиковой даме» исполнил партию Чекалинского. В Твери в 1915 году организовал и возглавил музыкальную школу, которая, однако, была закрыта в 1918 году в связи с отъездом Александрова в Москву.
В 1918—1922 годах — регент Храма Христа Спасителя. В 1919—1930 годах — преподаватель композиции и хорового пения Музыкального техникума имени А. Н. Скрябина (ныне Академическое музыкальное училище при Московской консерватории), одновременно, с 1919 — помощник руководителя 2-й группы Первого государственного хора, в 1921—1923 (в 1926—1930 — дирижёр) — Государственной хоровой капеллы (ныне Государственная академическая хоровая капелла России имени А. А. Юрлова), хормейстер Камерного театра (1922—1928), консультант Государственного оперного театра имени народного артиста Республики К. С. Станиславского и Музыкального театра имени народного артиста Республики В. И. Немировича-Данченко (ныне Московский академический музыкальный театр имени К. С. Станиславского и Вл. И. Немировича-Данченко) (1928—1930) (все в Москве).
С 1918 года — преподаватель (сольфеджио, полифония, дирижёрское и хоровое мастерство), в 1926—1929 — вёл хоровой класс на инструкторско-педагогическом факультете, в 1932—1934 — заведующий хоровой кафедрой, с 1940 — декан дирижёрско-хорового факультета, с 1942 — декан объединённого дирижёрско-хорового и музыкально-педагогического факультетов Московской консерватории (с 1922 года — профессор). Среди его многочисленных учеников — К. Б. Птица, В. Г. Соколов, Д. Б. Кабалевский, К. П. Кондрашин и др.
Инициатор (совместно с В. М. Блажевичем) создания в 1928 году военно-капельмейстерского класса, ставшего основой военного факультета Московской консерватории (1935, c 2006 — Военный институт (военных дирижёров) Военного университета Министерства обороны РФ), в 1929—1936 годах — заместитель декана военного факультета.

Памятник
на Новодевичьем кладбище

С 1928 года — организатор (совместно с Ф. Н. Даниловичем и П. И. Ильиным) и музыкальный руководитель, с 1937 года — начальник, художественный руководитель и главный дирижёр Ансамбля красноармейской песни Центрального дома Красной Армии им. М. Фрунзе (ныне Ансамбль песни и пляски Российской армии имени А. В. Александрова), с которым объехал весь Советский Союз и ряд зарубежных стран (Чехословакия, Монголия, Финляндия, Польша, Франция, Канада, Китай и др.), завоевал в 1937 году «Гран-при» на Всемирной выставке в Париже.
Одновременно, с 1936 года — художественный руководитель Ансамбля песни и пляски ЦДКЖ, с 1937 — инициатор создания и художественный руководитель Ансамбля песни и танца Московского городского дворца пионеров и октябрят (ныне Ансамбль песни и пляски имени В. С. Локтева).
Во время войны создал известные песни «Священная война» (июнь 1941 г.), «В поход! В поход!», «Несокрушимая и легендарная» и др.
В 1943 году на основе своего «Гимна партии большевиков» создал величественную мелодию, которая с 1944 года официально стала гимном СССР. Слова были написаны Г. А. Эль-Регистаном и С. В. Михалковым, частично отредактированы самим И. В. Сталиным. С 2000 года мелодия лежит в основе Гимна России.
Член СК СССР.
Скончался от инфаркта 8 июля 1946 года на 64-м году жизни в Берлине, во время европейского турне Краснознамённого ансамбля. 9 июля тело композитора было доставлено в Москву и с 19 часов был открыт доступ к гробу с телом для прощания в Краснознамённом зале Центрального Дома Красной Армии. Похоронен 10 июля на Новодевичьем кладбище.

## Семья
- Жена — Ксения Павловна, урожд. Морозова (1883—1964)[8], хористка соборного хора в Бологом. После смерти мужа в 1946 году получила от советской власти единовременное пособие в размере 50 тысяч рублей и пожизненную персональную пенсию в размере 750 рублей в месяц[9].
  - Сын — Борис Александрович Александров (1905—1994)[8], композитор, дирижёр, педагог, начальник, художественный руководитель и главный дирижёр Краснознамённого ансамбля (1946—1986). Герой Социалистического Труда (1975). Народный артист СССР (1958). Лауреат Ленинской (1978) и Сталинской премий (1950). Генерал-майор (1973).
  - Сын — Владимир Александрович Александров (1910—1978)[8], композитор, дирижёр, руководитель и дирижёр оркестра Краснознамённого ансамбля (1942—1968). Заслуженный артист РСФСР (1949). Заслуженный деятель искусств РСФСР (1960).
  - Сын — Александр Александрович Александров (1912—1942)[8] — композитор, дирижёр, руководитель оркестра Краснознамённого ансамбля (1938—1942).
    - Внуки — Юрий Александрович и Олег Борисович (1933—1959)[8], также работали в Ансамбле, Евгений Владимирович (20.11.1938—29.12.2017[8]), заведующий музеем Краснознамённого ансамбля и семьи Александровых[10], Тамара Владимировна Александрова (род. 28 мая 1944), режиссёр документального кино, в настоящий момент — на пенсии.
- — Людмила Лаврова, балерина.
  - Сын — Юрий Александрович Александров (род. 1939).

## Награды и звания
- Заслуженный артист РСФСР (1933)[11]
- Народный артист СССР (1937)[12][13][14]
- Доктор искусствоведения (1940)
- Сталинская премия первой степени (1942) — за «Гимн партии большевиков» и красноармейские песни[15]
- Сталинская премия первой степени (1946) — за концертную и исполнительскую деятельность
- Орден Ленина (1943) — в связи с 60-летием и 40-летием творческой деятельности
- Орден Трудового Красного Знамени (1939)[16]
- Орден Красной Звезды (1935)
- Орден Белого льва III степени (Чехословакия, 1946)
- Медаль «За оборону Москвы»
- Медаль «За победу над Германией в Великой Отечественной войне 1941-1945 гг.»
- Медаль «За доблестный труд в Великой Отечественной войне 1941-1945 гг.»

## Вклад в музыку
А. В. Александров, сочетая в своём ансамбле традиции российского бытового, камерного, оперного, церковного и солдатского пения, вывел отечественное хоровое искусство на международную профессиональную сцену. Мужской полифонический хор с солистами, смешанный оркестр, состоящий из симфонических и народных инструментов, и балет ансамбля признаны и остаются одними из лучших в мире. По образцу александровского коллектива в России и за рубежом создано и работает ряд военных музыкально-хореографических ансамблей. Им написана музыка к 81 оригинальной песне, сделаны мастерские обработки десятков песен народов разных стран, свыше 70 обработок русских народных и революционных песен.

## Наиболее известные произведения 1911—1946 годов
Песни
- Гимн пятилетки
- Бронепоезд
- Забайкальская (сл. С. Алымова)

Мемориальная доска, посвящённая первому исполнению песни «Священная война» 26 июня 1941 года на фасаде Белорусского вокзала

Памятник А. В. Александрову на улице Советской Армии в Рязани

- Бейте с неба, самолёты (сл. С. Алымова)
- Гимн партии большевиков (сл. В. Лебедева-Кумача, 1938)
- Винтовка
- Кантата о Сталине (сл. М. Инюшкина)
- В поход! В поход!
- Вспомним-ка товарищи (сл. С. Алымова)
- Священная война (сл. В. Лебедева-Кумача, 1941)
- Ударом на удар
- За великую землю Советскую (сл. В. Лебедева-Кумача, 1941)
- Песнь о Советском Союзе (сл. М. Голодного, 1942)
- Святое Ленинское знамя (сл. О. Колычева, 1942)
- Слава Советскому Союзу
- 25 лет Красной Армии (Несокрушимая и легендарная) (сл. О. Колычева)
- Песня о Родине
- Славься Советская наша страна
- Цвети, Советская страна (сл. B. Лебедева-Кумача, 1943)
- Наша гвардия (сл. А. Арго, 1944)
- Песня победы (сл. А. Шилова, 1945)
- Жить стало лучше (сл. В. Лебедева-Кумача, 1936)
- Эшелонная (Боевая красногвардейская) (сл. О. Колычева)
- Песня о военном комиссаре (сл. О. Колычева)
- Голубая ноченька (сл. С. Алымова, 1933)
- Волжская бурлацкая (сл. О. Колычева, 1933)
- Песня о Сталине (сл. С. Алымова)
- Боевая песня партизан
- Песня краснофлотцев (Морская песня) (сл. Н. Лабковского, 1943)
- Бой у озера Хасан (сл. С. Алымова)
- Дальневосточные частушки
- На Каспийском сером море (сл. С. Алымова)
- Налетели на Царицын враны (Смерть партизана) (сл. О. Колычева)
- О папанинцах (Слава храбрым) (сл. B. Лебедева-Кумача)
- Орлиное племя (сл. B. Лебедева-Кумача)
- Партизанская
- Песня 5-й дивизии (сл. С. Алымова)
- Песня 11-й армии
- Песня 2-й Приамурской дивизии (сл. С. Алымова, 1929)
- Песня 32-й дивизии (сл. С. Алымова)
- Песня Красногвардейской дивизии (сл. А. Мейера, 1941)
- Песня о Лазо (сл. Б. Зернит, 1938)
- Сторонка родная
- Песня о маршале Рокоссовском
- Торжественная победная кантата
- Частушки о частушке (сл. А. Иркутова, 1931)
- Песня о Донбассе (Шахтёрская)
- Героическая лётная (сл. С. Алымова, 1934)
- Гибель «Челюскина»
- Забайкальские частушки (сл. С. Алымова, 1935)
- Песня о Климе Ворошилове (сл. О. Колычева и А. Шилова, 1938)
- Марш артиллеристов (сл. A. Шилова и И. Шувалова, 1941)
- Плясовая походная (сл. Д. Седых, 1944)

Духовная музыка
- «Христос воскресе», поэма для хора, оркестра, органа и солистов (1918)
- Концерт «Помилуй мя, Боже» (1926)
- 6 песнопений Литургии
- 2 песнопения Страстной седмицы «Разбойника благоразумнаго»
- 8 песнопений Всенощного бдения
- «Величание» святителю Николаю Чудотворцу
- «Хвалите имя Господне»

Оперы
- «Русалка», опера, по А. Пушкину (дипломная работа, 1913)
- «Смерть Ивана Грозного», опера в трёх действиях по пьесе А. Толстого (1913, не окончена)

Для солистов, хора и оркестра
- «Поэма об Украине» (сл. О. Колычева[19][20])

Для оркестра
- Симфоническая поэма «Смерть и жизнь» (1911)
- «Симфония fis-moll» в 3 частях (1912)

Другие произведения
- Соната для скрипки и фортепиано (1-я редакция — 1913, 2-я редакция — 1924)
- Концерт для хора в четырёх частях (1917)
- Песенные композиции (монтажи) — «22-я Краснодарская дивизия» (1928), «Первая Конная» (1929), «Особая Краснознамённая Дальневосточная армия» (1929), «Красный флот в песнях» (1929), «Песнь о Магнитогорске» (1930), «7-я Краснознамённая дивизия» (1931), «Перекоп» (1932), «Пути побед» (1933), «Песнь о Царицыне» (1933)
- Музыкальные обработки революционных и солдатских, народных песен, песен разных народов, произведений оперной и камерной классики: «Ах ты, степь широкая», «Утушка луговая», «Ночуй, Дунюшка», «Вниз по матушке по Волге», «По долинам и по взгорьям», «Глухой, неведомой тайгою», «Гулял по Уралу Чапаев-герой», «Из-за лесу», «Ой, да ты калинушка», «Гей по дороге», «Кабачок» (американская солдатская песня), «Слушай, рабочий», «Наш паровоз», «Там, вдали за рекой», «Плещут холодные волны», «Варяг», «Ноченька», «Во поле берёзонька стояла», «Не осенний мелкий дождичек», «Ты взойди, солнце красное», «Не шуми ты мати, зелёная дубравушка», «Ой, при лужку, при луне», «Калинка», «Сулико», «Сусидко», «Взяв бы я бандуру», «Марсельеза», «Походная», «Типперери», «Хор солдат» Ш. Гуно, «Ода радости» Л. Бетховена, «Тише, тише» Дж. Верди, «Эхо» О. Лассо и др.[21]

## Фильмография
- 1942 — Концерт фронту (фильм-концерт) — руководитель Краснознамённого ансамбля песни и пляски

## Память

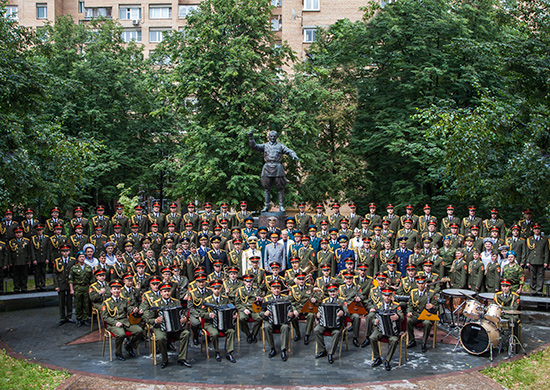
Академический ансамбль песни и пляски российской армии возле памятника
А. В. Александрову

- Имя Александра Александрова присвоено Академическому ансамблю песни и пляски Российской армии.
- Имя Александра Александрова носит школа в селе Плахино Рязанской области[22].
- Имя Александра Александрова носит государственный концертный зал «Александровский» (Москва)[23].
- Имя Александра Александрова носит Первый музыкальный кадетский корпус МГИК (Москва).
- В 2003 году на родине музыканта в селе Плахино открыты бюст и музей, расположенный в школе его имени. Также на фасаде бывшей школы в селе Плахино, в которой учился Александр Александров, установлена мемориальная доска[24].
- Памятный знак Александра Александрова установлен на «Аллее звёзд» в Москве.
- В 1971 году Министерством культуры СССР и Союзом композиторов СССР учреждены Золотая и 3 Серебряных медали имени Александра Александрова за успехи в создании военно-патриотической музыки, а в 2005 году Министерством обороны РФ — медаль «Генерал-майор Александр Александров».
- В киноэпопее Битва за Москву (1985) Александра Александрова сыграл актёр Анатолий Иванов.
- В ряде консерваторий России установлены стипендии имени Александра Александрова.
- На доме, в котором в жил Александр Александров, установлена мемориальная доска[25].
- 13 апреля 2013 года, в день 130-летия со дня рождения Александрова, ему открыт памятник в Москве, в сквере перед домом № 20 в Земледельческом переулке, где сегодня располагается ансамбль (скульптор А. Таратынов, архитектор М. Корси).
- В 2014 году в Рязани, в сквере на улице Советской Армии был открыт памятник Александру Александрову[26]. Сам сквер ныне носит его имя.
- Мемориальная доска Александру Александрову открыта на здании исторического факультета Тверского государственного университета
- Имя Александра Александрова носит борт RA-73724 «Аэрофлота» модели Airbus A321-200[27][28].